# یورو استپ
یورو استپ (به انگلیسی: Euro step) یا گام اروپایی یک حرکت بسکتبال است که بازیکن مهاجم هنگام دریبل، یک گام به سمتی می‌رود و سپس به سرعت گامی در خلاف جهت پرش اول می‌گیرد. این حرکت به بازیکن مهاجم این توانایی را می‌دهد که از دفاع بازیکن مدافع بگریزد و به سبد حمله کند.

## زمینه
جناتان آبرامز نویسنده نیویورک تایمز، یورو استپ را این گونه تعریف می کند؛ 
این حرکت یک فریب زیبا در حین اجرای سه گام است و گاهی تا نزدیکی تخلف تراولینگ هم پیش می‌رود.
گزارش‌ها نشان می‌دهند داورانی که با این حرکت آشنایی ندارند شاید آن را خطا اعلام کنند.  یورو استپ زمانی که مهاجم به سمت حلقه حمله می کند استفاده می‌شود؛ این حرکت خصوصاً زمانی تأثیرگذار است که یک دفاع کوتاه قامت بر روی مهاجم بلند یا سنتر باشد.

## تاریخچه
این حرکت به علت توسعه یافتن در اروپا این گونه نام گذاری شده است. این حرکت توسط شاروناس مارچیولیونیس لیتوانیایی به اتحادیه ملی بسکتبال آورده شد، هرچند ردّ پاهایی از الگین بیلور برای اجرای حرکتی مشابه با آن در اوایل دهه ۱۹۶۰ وجود دارد که قبل از تولد مارچیولیونیس و به خوبی جولیوس اروینگ در پلی آف اتحادیه بسکتبال آمریکا در سال ۱۹۷۴ بوده‌است. این حرکت در سال ۲۰۰۰ توسط مانو جینوبلی در آمریکا شمالی محبوب شد، مانو جینوبلی بازیکنی آرژانتینی بود که از سری آ ایتالیا به ان بی ای آمده بود و سالها در سن آنتونیو اسپرز بازی کرد. این حرکت در بین بسکتبالیت‌های آمریکایی نیز محبوب است که در میان آن‌ها جیمز هاردن، دوین وید و راجان راندو به خوبی بازیکنان اروپایی همانند گورا دراگیچ پوینت گارد اسلوونیایی و رودی گوبرت سنتر فرانسوی آن را اجرا می‌کنند. جان کالیپاری مربی برجسته دانشگاهی نیز برای آموزش این حرکت مشهور است؛ از شاگردان سابق این مربی که بارها این حرکت را در NBA اجرا کرده اند می‌توان از دریک رز، تایرک ایوانز و جان وال نام برد.